# 100% Charlie Brown Jr. - Abalando a Sua Fábrica
| Críticas profissionais | Críticas profissionais |
| Avaliações da crítica  | Avaliações da crítica  |
| Fonte                  | Avaliação              |
| ---------------------- | ---------------------- |
| Galeria Musical        | [ 1 ]                  |

100% Charlie Brown Jr. - Abalando a Sua Fábrica é o quarto álbum da banda brasileira Charlie Brown Jr., lançado em 2001.
Foi o primeiro álbum sem a presença do guitarrista Thiago Castanho, que saiu da banda alegando problemas de agenda logo após o lançamento do álbum anterior, Nadando com os Tubarões. Thiago não foi substituído por nenhum músico. É também o primeiro álbum da banda sem participações especiais.
Foi a primeira vez que a banda gravou um disco com todos os instrumentos ao mesmo tempo, como se estivessem tocando ao vivo, diferentemente do processo convencional, que registra cada instrumento separadamente. Isso resultou em uma sonoridade mais crua.
O álbum é bem mais curto do que os álbuns anteriores, durando pouco mais de meia hora e tem uma sonoridade mais punk, comparando aos álbuns anteriores, deixando de lado o rap.
As faixas de maior destaque foram "Lugar ao Sol", "Hoje Eu Acordei Feliz" e "Como Tudo Deve Ser", sendo que esta última fez parte da trilha sonora do reality show "Casa dos Artistas".

## Faixas
| N.º            | Título                                 | Compositor(es)                     | Duração |  |
| 1.             | "Eu Protesto"                          | Chorão                             | 4:28    |  |
| 2.             | "Hoje Eu Acordei Feliz"                | Chorão, Marcão                     | 2:18    |  |
| 3.             | "Sino Dourado"                         | Chorão                             | 2:41    |  |
| 4.             | "Quebra-Mar"                           | Chorão, Marcão                     | 2:57    |  |
| 5.             | "Lugar ao Sol"                         | Chorão, Marcão                     | 3:32    |  |
| 6.             | "Descubra o Que Há de Errado Com Você" | Chorão, Marcão, Champignon, Pelado | 1:39    |  |
| 7.             | "Só Lazer"                             | Chorão, Champignon                 | 2:58    |  |
| 8.             | "Você Vai de Limusine, Eu Vou de Trem" | Chorão, Marcão, Champignon, Pelado | 2:57    |  |
| 9.             | "O Lado Certo da Vida Errada"          | Chorão, Marcão                     | 1:49    |  |
| 10.            | "T.F.D.P."                             | Chorão, Marcão, Champignon         | 2:51    |  |
| 11.            | "Tudo pro Alto"                        | Chorão, Pelado                     | 3:23    |  |
| 12.            | "Como Tudo Deve Ser"                   | Chorão, Champignon                 | 4:33    |  |
| Duração total: | Duração total:                         | Duração total:                     | 32:86   |  |

## Formação
- Chorão: vocal
- Champignon: baixo
- Marcão Britto: guitarra
- Renato Pelado: bateria e percussãoReferências

1. 1 2  galeriamusical.com.br/ 100% Charlie Brown Jr. - Abalando A Sua Fábrica
2. 1 2  folha.uol.com.br/ Simplicidade e um pouquinho de massa cinzenta
3. ↑  revista.cifras.com.br/ Três anos sem Chorão: produtor comenta discografia e fala sobre Charlie Brown Jr.
4. ↑  folha.uol.com.br/ CD reúne músicas de duas edições "Casa dos Artistas"